# Тайхо Кокі
Тайхо́ Ко́кі (яп. 大鵬幸喜, たいほう こうき, МФА: [taihoː koːkʲi]; 29 травня 1940 — 19 січня 2013) — японський спортсмен українського походження, професійний сумоїст, 48-й йокодзуна. Справжнє японське ім'я — На́я Ко́кі, українське — Іва́н Маркіянович Бори́шко. Прозваний «великим йокодзуною 20 століття». До січня 2015 року був єдиним сумоїстом, який виграв Імператорський кубок 32 рази.

## Біографія

### Ранні роки
Мати, Ная Кійо, походила із села Камоенай префектури Хоккайдо і була вчителькою з пошиття європейського одягу. Через сварку із батьками виїхала на Сахалін, де працювала в ткацькій крамниці. Там познайомилася з Маркіяном Боришком, вихідцем з України.
Маркіян Боришко народився, найімовірніше, 1885 року в селі Рунівщина Полтавської губернії (тепер — Зачепилівський район Харківської області; у цьому селі майже половина мешканців досі мають прізвище Боришко). 1900 року (за іншими даними — 1894) з родиною виїхав на Далекий Схід в складі групи українських переселенців. Мешкав з батьками на Сахаліні в селах Владимировка, Красний Яр, місті Александровськ, селі Риковське. Працював з геологічними експедиціями, зокрема з експедицією Петра Польового. 1905 року, після російсько-японської війни, Південний Сахалін перейшов під владу Японії. Маркіян Боришко брав участь у Першій світовій війні, дослужився до звання старшини. Пізніше, на антибільшовицькому боці, брав участь у Громадянській війні. Згодом — повернувся до Північного Сахаліну, де став власником винно-очисного заводу в місті Александровськ. Після встановлення 1925 року на Північному Сахаліні радянської влади — перейшов до контрольованого японцями Південного Сахаліну, до містечка Одомарі (тоді — префектура Карафуто, тепер — місто Корсаков Сахалінської області, Росії). Згодом мешкав у місті Сікука (нині — Поронайськ), де 1928 року одружився з Наєю Кійо. Уже наступного року вони заснували власну молочну ферму. У їхньому шлюбі народилося 3 синів і донька. Тайхо Кокі був наймолодшим з дітей, народився 29 травня 1940 року. Старших братів звали Масаесі (Володимир, народився 1928 року) та Кодзі (Костянтин, народився 1933 року), а сестру — Кацу (Катерина, народилася 1937 року).
Під час Другої світової війни японський уряд став проводити жорстку політику щодо іноземців, тому 1943 року, за підозрою в шпигунській діяльності, поліція розлучила Маркіяна Боришка з сім'єю і помістила його в резервацію в селі Мікінай, де утримували вихідців з України та Польщі. Остаточно зв'язок Маркіяна Боришка з родиною розірвався 1945 року через окупацію Сахаліну військами СРСР. Дружину з дітьми депортували до Японії. Три роки — з 1945 по 1948 — Маркіян Боришко працював перекладачем з японської в органах радянської контррозвідки «СМЕРШ» 10-ї повітряної армії, поки у 1949 році за сфабрикованою справою про «антирадянську діяльність» його знову не позбавили волі на 10 років. 1957 року він був амністований, працював сторожем Сахалінського обласного музею, намагався розшукати родину в Японії. Помер 15 листопада 1960 року від запалення легень в обласній лікарні, у Южно-Сахалінську, нічого не знаючи про долю родини й успіхи сина.
Коли його дружина 1945 року повернулась додому, батьки відмовилися від неї як від жінки, що була одружена зі «шпигуном і росіянином». Через ці події малолітній Тайхо Кокі не запам'ятав батька, а мати ніколи не згадувала про нього, боячись за долю своїх дітей. Родина була змушена покинути оселю батьків Ная Кійо і постійно мандрувати по Хоккайдо в пошуках заробітку.

### Кар'єра
1960 (у рік смерті батька) — Ная Кокі перейшов до вищого ешелону японської професійної ліги сумо (макіноуті), і тоді ж отримав приз за техніку боротьби. Став йокодзуною 1961 року.
1962 — виграв свій перший Кубок Імператора.
Тайхо — єдиний борець в історії сумо, який щорічно перемагав у вищій лізі макіноуті впродовж 12 років.
Закінчив кар'єру у 1971 році, одержав іменну ліцензію та очолив школу Тайхо-бея.
Після виходу на пенсію залишив школу зятю, але не пориває з нею зв'язків.
2011 — під час візиту до Японії Президент України нагородив Кокі Ная (Тайхо) орденом «За заслуги» III ступеня — за значний особистий внесок у зміцнення міжнародного авторитету України, розвиток українсько-японських гуманітарних відносин.

### Відвідини України
2002 — Іван Боришко відвідав Україну. У Рунівщині зняв на відеокамеру місце, де стояла дідівська хата, набрав води із криниці, взяв рідної землі. Також побував у Харкові на турнірі з сумо, організованому місцевими ентузіастами. З благословення чемпіона змаганням присвоїли ім'я Кокі Тайхо. Відтоді Кубок Кокі Тайхо розігрують в Україні щорічно.

## Хронологія

Тайхо Кокі.

- 1940, 29 травня — народився у префектурі Карафуто.
- 1947 — поступив до початкової школи Нісі містечка Іванай.
- 1956 — поступив до сумоїстської школи Ніносьо Секібе. Навчався під керівництвом одзекі Саґанохана.
- 1956, вересень — у віці 16 років вперше взяв участь у бойових змаганнях.
- 1959, травень — пройшов відбір до вищої ліги дзюрьо. Прийняв сумоїстське псевдо «Тайхо» — «Великий фенікс».
- 1960, січень — пройшов відбір до найвищої ліги макуноуті.
- 1960, листопад — здобув першу перемогу в турнірі ліги в Фукуоці, Кюсю. Отримав титул одзекі у 20 років.
- 1961, липень — переміг у турнірі найвищої ліги.
- 1961, вересень — переміг у турнірі найвищої ліги. Отримав титул йокодзуни у 21 рік, дві премії за хоробрість, премію за техніку бою, та одну премію золотої зірки. Наймолодший йокодзуна за всю історію сумо.
- 1971 — полишив бійцівський ринг. Перемагав 32 рази. З них двічі перемагав 6 турнірів підряд. Загалом був переможцем у 872 двобоях. Програв 182 рази. Пропустив 136 поєдинків. З них у найвищій лізі виграв 746, програв 144 і пропустив 136 боїв (83 % перемог у всіх двобоях). На пам'ять про 30 перемогу отримав титул старійшини Федерації сумо Японії.
- 1972, грудень — відкрив власну школу Тайхо.
- 1976 — отримав посаду заступника голови Відділу суддів Федерації сумо.
- 1977 — інсульт
- 1978 — отримав посаду директора Федерації сумо, голови Відділу регіональних федерацій.
- 1994 — отримав посаду голови Центру тренувань Федерації сумо.
- 1996 — отримав посаду заступника голови Відділу наставників Федерації сумо.
- 2004 — передав власну школу зятю Такаторі Такасіґе.
- 2005 — отримав посаду директора Музею сумо Федерації сумо.
- 2008 — вийшов на пенсію, полишив Федерацію.
- 2013, 19 січня — помер (72 роки) у Токіо, Японія

## Основні нагороди
- 1969 — медаль пошани з синьою стрічкою.
- 1970 — велика премія Асоціації професійного спорту Японії.
- 1982 — гуманістична премія від Lions Clubs International.
- 1991 — почесний громадянин містечка Тесікаґа, Хоккайдо.
- 1996 — заслужений діяч спорту Японії
- 1997 — премія професійного спорту від Токійського American Club.
- 2000 — почесний громадянин префектури Хоккайдо.
- 2004 — медаль пошани з бузковою стрічкою.
- 2005 — особлива спортивна нагорода від газети Хоккайдо-сімбун.
- 2008 — почесний громадянин району Кото, Токіо.
- 2009 — заслужений діяч культури Японії.
- 2011 — Орден «За заслуги» III ступеня (Україна)
- 2015 — почесний громадянин Японії (титул присвоєно посмертно)[15].

## Результати
- Турнір Кюсю вперше відбувся 1957 року, а турнір Нагоя — 1958-го.

| Рік у сумо | Січень Хацу басьо, Токіо                     | Березень Хару басьо, Осака                   | Травень Нацу басьо, Токіо                     | Липень Нагоя басьо, Нагоя                     | Вересень Акі басьо, Токіо | Листопад Кюсю басьо, Фукуока |
| --- | -------------------------------------------- | -------------------------------------------- | --------------------------------------------- | --------------------------------------------- | ------------------------- | ---------------------------- |
| 1956 | x                                            | x                                            | x                                             | x                                             | (Маедзумо)                | Не проводився                |
| 1957 | Захід Дзьонокуті #23 7–1                     | Схід Дзьонідан #83 6–2                       | Захід Дзьонідан #29 7–1                       | Не проводився                                 | Захід Санбамме #71 7–1    | Схід Санбамме #37 6–2        |
| 1958 | Захід Санбамме #20 6–2                       | Схід Санбамме #1 8–0–P Чемпіон               | Захід Макусіта #31 7–1–P Чемпіон              | Схід Макусіта #9 7–1                          | Захід Макусіта #2 3–5     | Схід Макусіта #7 6–2         |
| 1959 | Схід Макусіта #4 6–2                         | Схід Макусіта #1 6–2                         | Захід Дзюрьо #20 9–6                          | Схід Дзюрьо #16 9–6                           | Схід Дзюрьо #10 13–2      | Схід Дзюрьо #3 13–2 Чемпіон  |
| 1960 | Захід Маеґасіра #13 12–3 Д                   | Схід Маеґасіра #4 7–8                        | Схід Маеґасіра #6 11–4 Д★                     | Захід Комубусі #1 11–4                        | Захід Секіваке #1 12–3 Т  | Схід Секіваке #1 13–2        |
| 1961 | Схід Одзекі #2 10–5                          | Захід Одзекі #2 12–3                         | Захід Одзекі #1 11–4                          | Схід Одзекі #1 13–2                           | Схід Одзекі #1 12–3–PP    | Захід Йокодзуна #1 13–2      |
| 1962 | Схід Йокодзуна #1 13–2                       | Схід Йокодзуна #1 13–2–P                     | Схід Йокодзуна #1 11–4                        | Схід Йокодзуна #1 14–1                        | Схід Йокодзуна #1 13–2–P  | Схід Йокодзуна #1 13–2       |
| 1963 | Схід Йокодзуна #1 14–1                       | Схід Йокодзуна #1 14–1                       | Схід Йокодзуна #1 15–0                        | Схід Йокодзуна #1 12–3                        | Схід Йокодзуна #1 14–1    | Захід Йокодзуна #1 12–3      |
| 1964 | Схід Йокодзуна #1 15–0                       | Схід Йокодзуна #1 15–0                       | Схід Йокодзуна #1 10–5                        | Схід Йокодзуна #2 1–4–10                      | Захід Йокодзуна #1 14–1   | Схід Йокодзуна #1 14–1       |
| 1965 | Схід Йокодзуна #1 11–4                       | Схід Йокодзуна #1 14–1                       | Схід Йокодзуна #1 9–6                         | Захід Йокодзуна #1 13–2                       | Схід Йокодзуна #1 11–4    | Схід Йокодзуна #2 13–2       |
| 1966 | Схід Йокодзуна #1 Знявся через травму 0–0–15 | Схід Йокодзуна #2 13–2                       | Схід Йокодзуна #1 14–1                        | Схід Йокодзуна #1 14–1                        | Схід Йокодзуна #1 13–2–P  | Схід Йокодзуна #1 15–0       |
| 1967 | Схід Йокодзуна #1 15–0                       | Схід Йокодзуна #1 13–2                       | Схід Йокодзуна #1 14–1                        | Схід Йокодзуна #1 2–1–12                      | Схід Йокодзуна #2 15–0    | Схід Йокодзуна #1 11–2–2     |
| 1968 | Схід Йокодзуна #1 1–3–11                     | Схід Йокодзуна #2 Знявся через травму 0–0–15 | Захід Йокодзуна #1 Знявся через травму 0–0–15 | Захід Йокодзуна #1 Знявся через травму 0–0–15 | Захід Йокодзуна #1 14–1   | Схід Йокодзуна #1 15–0       |
| 1969 | Схід Йокодзуна #1 15–0                       | Схід Йокодзуна #1 3–2–10                     | Захід Йокодзуна #1 13–2                       | Схід Йокодзуна #1 11–4                        | Схід Йокодзуна #1 11–4    | Схід Йокодзуна #1 6–4–5      |
| 1970 | Схід Йокодзуна #1 Знявся через травму 0–0–15 | Схід Йокодзуна #2 14–1                       | Схід Йокодзуна #1 12–3                        | Захід Йокодзуна #1 2–2–11                     | Схід Йокодзуна #2 12–3    | Захід Йокодзуна #1 14–1–P    |
| 1971 | Захід Йокодзуна #1 14–1–P                    | Захід Йокодзуна #1 12–3                      | Захід Йокодзуна #1 Відставка 3–3              | x                                             | x                         | x                            |
| Результат наведений як переміг-програв-знався Перемога Малий кубок Відставка Не виступав у макууті Спеціальні призи: Д=За бойовий дух (Канто-сьо); В=За видатний виступ (Сюкун-сьо); Т=За технічну досконалість (Гіно-сьо) Ще показані: ★=Кімбосі; P=Участь у додатковому фіналі Ліги: Макууті — Дзюрьо — Макусіта — Сандамме — Дзьонідан — Дзьонокуті Рівні макууті: Йокодзуна — Одзекі — Секіваке — Комусубі — Маегасіра |                                              |                                              |                                               |                                               |                           |                              |